# Philadelphia Aces
I Philadelphia Aces sono stati una franchigia di pallacanestro della USBL, con sede a Filadelfia, in Pennsylvania, attivi tra il 1985 e il 1990.
Nacquero nel 1985 come Wildwood Aces a Wildwood, nel New Jersey. Dopo la stagione 1986 si trasferirono a Filadelfia, rinominandosi Philadelphia Aces. Si sciolsero dopo la stagione 1990.

## Stagioni
| Stagione | Lega | Denominazione     | V  | P  | %    | Piazzamento | Play-off         |
| -------- | ---- | ----------------- | -- | -- | ---- | ----------- | ---------------- |
| 1985     | USBL | Wildwood Aces     | 6  | 18 | 25,0 | 7º          | -                |
| 1986     | USBL | Wildwood Aces     | 21 | 10 | 67,7 | 3º          | -                |
| 1987     | USBL | Philadelphia Aces | 13 | 17 | 43,3 | 6º          | Quarti di finale |
| 1988     | USBL | Philadelphia Aces | 19 | 11 | 63,3 | 2º          | Semifinale       |
| 1990     | USBL | Philadelphia Aces | 1  | 5  | 16,7 | 5º          | -                |